# Bulbophyllum culex
Bulbophyllum culex là một loài phong lan thuộc chi Bulbophyllum.